# حزب الاستقلال الإفريقي - التجديد
حزب الاستقلال الأفريقي (بالفرنسية : Parti Africain de l'Indépendance) هو حزب سياسي في السنغال، يقوده محمود ديوب.
في مؤتمر 1972 لحزب الاستقلال الأفريقي الأصلي في السنغال، تم طرد الأمين العام السابق، محمود ديوب. في عام 1976، في سياق التقارب من جانب الحكومة، تم الترحيب بعودة ديوب من المنفى. جمع بسرعة أتباعه وشكل «لجنة مؤقتة لتجديد حزب الاستقلال الأفريقي». وكان من بين مساعديه بابا ندياي وبارا جوديابي. على نحو فعال، بدأت هذه المجموعة العمل كحزب منفصل، وأطلقت على نفسها اسم حزب الاستقلال الأفريقي أصبح يُعرف عمومًا باسم حزب الاستقلال الأفريقي (التجديد)، مما يميزه عن الحزب الأصلي (الذي كان يُطلق عليه حزب الاستقلال الأفريقي- السنغال).

## خلفية
في محاولة للابتعاد عن نظام الحزب الواحد، تبنت الجمعية الوطنية السنغالية قانونًا في 9 يوليو 1975، من شأنه أن يفسح المجال لنظام الأحزاب الثلاثة. حدد القانون أن ثلاثة اتجاهات أيديولوجية متميزة سوف يتم تمثيلها في الحياة السياسية للبلاد: الليبرالية الديمقراطية، الاشتراكية الديمقراطية والماركسية اللينينية. تم منح الحزب الاشتراكي السنغالي الحاكم دور الحزب الديمقراطي الاجتماعي وتم إضفاء الشرعية على حزب الحزب الديمقراطي السنغالي المعارض الرئيسي لتولي دور الحزب الديمقراطي الليبرالي.
في 14 أغسطس 1976 تم تسجيل حزب الاستقلال الأفريقي - التجديد كحزب سياسي قانوني تحت اسم «حزب الاستقلال الأفريقي». تم الاعتراف بأخذ دور اليسار القانوني في نظام الأحزاب الثلاثة. (تم تسجيل حزب الاستقلال الأفريقي - السنغال لاحقًا (في عام 1981، بعد إلغاء نظام الأحزاب الثلاثة) كحزب الاستقلال والعمل.
في انتخابات عام 1978، احتل الحزب الخاص بديوب المركز الثالث بـ 3734 صوتًا (0.3 ٪ من إجمالي الأصوات).
في عام 1979، انضم حزب ديوب إلى تيار العصبة الديمقراطية - حركة حزب العمل بقيادة موسى كين.
يتنشر الحزب صحيفة الحزب مومساريف.

## روابط خارجية
- موقع الحزب نسخة محفوظة 2011-07-17 على موقع واي باك مشين.